# أرجومنتي إي فاكتي
أرجومنتي إي فاكتي (بالروسية:Аргументы и факты; «الحجج والحقائق») هي صحيفة روسية أسبوعية أسست في عام 1978، ويقع مقرها الحالي في العاصمة الروسية موسكو، وتطبع باللغة الروسية.

## وصلات خارجية
- (بالروسية) الموقع الرسمي
- About Argumenty I Fakty